# آوتاندیل کوریدزه
آوتاندیل کوریدزه (به گرجی: ავთანდილ ქორიძე) (زاده ۱۹۳۵ - درگذشته ۱۹۶۶) کشتی‌گیر سابق شوروی و قهرمان المپیک است.
او در المپیک تابستانی ۱۹۶۰ شرکت داشت و توانست مدال طلای کشتی فرنگی را در قسمت سبک‌وزن دریافت کند.